# Бјелобрдска култура
Бјелобрдска култура (негде и Белобрдска култура) назив је за средњовековну археолошку културу. Ова култура је била лоцирана на простору данашње Мађарске, Србије, Словачке, Хрватске и Румуније. Названа је по археолошком налазишту Бијело Брдо (источно од Осијека, Славонија) у Хрватској, а развијала се у раздобљу између 10. и 12. века.
Термин је двадесетих година 20. века сковао чешки археолог Лубор Нидерле (1865—1944) као одговор на теорију мађарског археолога Јожефа Хампела (1849–1913) о четири самосталне културе на простору некадашње Угарске у периоду од 4. до 12. века (германска, сарматска, аварска и мађарска), међу којима није било словенске.

## Преглед историје истраживања
Село Бијело Брдо по којем је бјелобрдска култура добила име налази се на десној обали Драве, у близини ушћа Драве у Дунав. У средњем веку се на том месту помиње село Трновац. У време Турака населили су га српски досељеници из горњег Подриња. Током Бечког рата је напуштено, а након завршетка истог поново насељено српским досељеницима из Босне, Црне Горе и Барање (почетак 18. века). Тада је добило своје данашње име, наводно по брду беле боје. У последњој деценији 19. века у Бијелом Брду су вршена археолошка ископавања. Резултате ископавања је објавио Бруншмид. Од укупно 212 гробова 13 гробова припада праисторијском периоду, а остали средњовековном. Ископавања је 1907. наставио Хофилер, који је открио 22 гроба, од којих су 2 праисторијска, а остали средњовековни. Приликом ископавања у Белом Брду 1948. поред старог корита Драве откривена је још једна некропола. Мада се налази у близини горе поменуте некрополе, нема никакве везе са њом. Названа је Бијело Брдо I како би се разликовала од до тада познате релативно млађе некрополе по којој је бјелобрдска култура добила име (Бијело Брдо II). Истраживали су је Иваничек и Вински. Приписује се кестељској (аварско-словенској) култури.
Термин „бјелобрдска култура“ је сковао чешки археолог Лубор Нидерле, својевремено првак у словенској археологији. Употребио га је први пут у свом саставу „Словени у Угарској“ (слч. Slovania v Uhrách) објављеном у Летопису Матице словачке (слч. Letopis Matice slovenskej). Овде је скренуо пажњу словачким и чешким археолозима на потребу проучавања словенског археолошког наслеђа, „тим пре што мађарска археологија не само што се њиме није бавила у довољној мери, него је штавише, отворено и тенденциозно писала против нас Словена“. Овакво мишљење о мађарској археологији је у првом реду базирао на списима мађарског археолога Јожефа Хампела (по њему „главног мађарског представника [у археологији]“) објављеним на немачком језику. Културу је назвао по тада највећем археолошком локалитету Бијелом Брду I. Одредио ју је као словенску, што је убрзо општеприхваћено. Нидерлов ученик Јан Ајзнер је сахрањене у епонимичној некрополи у Бијелом Брду II идентификовао са Словенима, Мађарима и Аварима. Врло сличан поглед има Јозеф Костжевски, који пише да је бјелобрдска култура била пре свега производ „панонских Словена, делимично помешаних са мађарским становништвом“ и да најстарија њена налазишта „показују неке везе са кестељском културом“. Зденек Вана, углавном на основу писаних извора, идентификује носиоце бјелобрдске културе са Словенима и Мађарима а саму културу дели у три развојне фазе: старију (од 975 до 1025), средњу (од 1025 до 1075) и млађу (од 1075 до 1200).
И у мађарској науци је дуго времена било заступљено мишљење да је бјелобрдска култура била словенска. Оно је потекло из политичких и етничких прилика карактеристичних за период од краја 19. века до 1918. Мађарска владајућа класа је била склона да своје претке представља као номадске, победоносне ратнике-коњанике. Ова концепција се одразила и на историографију и на археологију. Тако су у мађарској археологији са Мађарима довођени у везу само богати гробови и сахрана коњаника са коњем, док су гробља сиромашног пољопривредног становништва од самог почетка приписивана покореним Словенима. После пада Аустро-Угарске монархије ова схема потпуно је одговарала политичким концепцијама земаља које су наследиле монархију. У конзервативној Мађарској истраживачи су наставили да приписују мађарском наслеђу само богате гробове. У исто време, у новонасталим словенским државама (Краљевина СХС, Чехословачка) национална осећања су доживела свој врхунац. Тамо је са симпатијама ова концепција прихваћена и даље развијана, јер је омогућила да се словенско наслеђе умножи. И у мађарској литератури је ова концепција развијана до краја 50-их година 20. века.
У новијој мађарској литератури преовлађује став да налази у гробовима бјелобрдске културе припадају обичном мађарском народу.

## Историја
Бјелобрдска култура је зачета у 10. веку. Настала је на подлози културног наслеђа Словена из ранијих раздобља. Од овог словенског културног наслеђа формирана је симбиоза са културним наслеђем досељених Мађара, на подручју слива средњег тока Дунава.
Према Анонимном хронисти, насељавање Мађара је пропраћено борбама са староседелачким становништвом аварског, словенског и германског порекла. Међутим, археолошка грађа пре указује на углавном мирну коегзистенцију Мађара и старијег становништва. Мађари су додуше знали да цене пољопривреду, али су наставили да воде полуномадски живот. Њихова привреда је могла да се развије једино у симбиози са становништвом чији је најзначајнији удео могао бити словенског порекла.
Матично подручје које је захватала Бјелобрдска култура био је простор данашње Мађарске, затим јужни предео данашње Словачке и део покрајине Војводине у данашњој Србији.
Археолошки материјал Бјелобрдске културе показује да ова култура чини наредну фазу културног развоја становништва Панонске низије из ранијих раздобља. Словени су чинили већину становника Панонске низије пре досељења Мађара. Према томе, ови Словени се могу сматрати примарним фактором у настанку Бјелобрдске културе. Поред Словена, значајан удео у Бјелобрдској култури имали су и Мађари, који су након доласка на простор слива средњег тока Дунава, престали са својим дотадашњим номадским начином живљења. Досељени Мађари су под утицајем Словена из Панонске низије прихватили употребу словенског накита.
Бјелобрдска култура је била раздобље у којем је остварено културно прожимање Словена и Мађара. Мађари су у овом раздобљу прихватили културне традиције Словена, док су Словени прихватили мађарски језик. Мисли се да су тиме потомци ових Панонских Словена у највећем броју ушли у састав средњовековног мађарског етноса. Међутим, није још доказано о којим Словенима је овде реч. Неки предмети као што су ес-каричице су углавном карактеристични за Западне, док неки други као перле бачвастог облика за Јужне Словене. Налази бјелобрдске културе се чешће јављају дуж средњег тока Тисе него у Прекодунавској Мађарској, где писани и материјални извори потврђују присуство Словена.
На неким периферним пределима, које је захватала Бјелобрдска култура, досељени Мађари нису омели културни развитак месних Словена.

## Материјални остаци
Налазе у епонимичној некрополи Бијело Брдо II је ископао и објавио хрватски археолог Јосип Бруншмид. Некропола је откривена у тадашњој улици Венецији. На западној страни су копане парцеле бр. 801 (башта Давида Лукића), 803 (башта Срете Лукића), 804 и 805 (двориште и башта Милоша Милетића), 807 (двориште Које Бертића), 808 (двориште Стеве Милетића), а на источној страни парцеле бр. 846/2 (двориште Стевана Остојића), 847 и 848 (двориште и башта Које Бојанића), 849/1 и 2 и 850/1 и 2 (врт и двориште Васе Бојанића), 851 (башта Луке Милетића) и 854 (башта Косте Чивића). Копана је и сама улица. у гробовима су пронађени новци угарских краљева Петра (1038-1041, 1044-1046), Андрије I (1046—1060) и Беле I (1060—1063), али и старији римски новци из 2, 3. и 4. века који су коришћени као накит. На основу угарског новца Бруншмид је датирао некрополу у средину 11. века. Материјал је углавном погребног карактера. Појединци су сахрањени обично у једноставним гробовима. Тела су испружена. Руке су негде прекрштене, а негде положене уз тело. Гробови су обично оријентисани у правцу запад-исток. Образују какав такав ред. У гробовима је нађено веома мало оружја и оруђа. У некрополи Лијеве Баре од оружја су пронађени коштани делови лука и 25 врхова стрела. Бруншмид тврди да је оружје коришћено за лов а не ратовање. Бруншмид је на основу пронађених предмета дошао до следећег закључка: „По самим предметима, што су се у тим гробовима нашли, посве се сигурно може рећи, да је свијет, што се је тамо закопавао, био славенскога рода, т. ј. да су то били Хрвати“.
Пронађени накит Бјелобрдске културе је словенског порекла. Бронзани јувелирски производи који датирају из времена пре настанка Угарске израђени су као наслеђе локалне традиције, која има позно-античко односно византијско порекло. Жене су носиле стаклене перле, прстење и наруквице. Од каричица се истичу наушнице и слепоочничарке (или слепоочнице) са завршецима у облику слова S. Такве слепоочничарке су карактеристичне за Словене, али су их носили и Мађари.
Насеља бјелобрдске културе су слабије позната од некропола.

## Већа налазишта
- Мађарска: Пилињ, Секешфехервар, Соб, Сентеш-Сентласло, Халимба-Череш, Чонград итд.
- Република Српска (БиХ): Гомјеница (Балтине баре), Кочићево (Тучић), Маховљани (Луке), Петошевци (Багруша) итд.
- Словачка: Барца, Бешењов, Дјевин, Нове Замки, Њитра, итд.
- Словенија: Птуј
- Хрватска: Бијело Брдо, Вуковар, Клоштар Подравски, итд.